# Mistrzostwa Świata w Kolarstwie Torowym 1938
41. Mistrzostwa Świata w Kolarstwie Torowym 1938 odbyły się w Amsterdamie. Rozegrano trzy konkurencje: sprint zawodowców i amatorów oraz wyścig ze startu zatrzymanego zawodowców.

## Medaliści

### Mężczyźni
| Konkurencja                              | Złoto             | Srebro         | Brąz               |
| ---------------------------------------- | ----------------- | -------------- | ------------------ |
| Sprint indywidualny amatorów             | Jef van de Vijver | Bruno Loatti   | Jan Derksen        |
| Sprint indywidualny zawodowców           | Arie van Vliet    | Jef Scherens   | Albert Richter     |
| Wyścig ze startu zatrzymanego zawodowców | Erich Metze       | Walter Lohmann | Edoardo Severgnini |

## Klasyfikacja medalowa
| Miejsce | Państwo    |   |   |   | Razem |
| ------- | ---------- | - | - | - | ----- |
| 1.      | Holandia   | 2 | 0 | 1 | 3     |
| 2.      | III Rzesza | 1 | 1 | 1 | 3     |
| 3.      | Włochy     | 0 | 1 | 1 | 2     |
| 4.      | Belgia     | 0 | 1 | 0 | 1     |